# ギイ・ラフレール
ギイ・ラフレール（Guy Damien Lafleur、1951年9月20日 - 2022年4月22日）は、カナダ連邦ケベック州サーソー (Thurso) 生まれの元プロアイスホッケー選手である。愛称は"ザ・フラワー"("The Flower")。
NHLではモントリオール・カナディアンズなどでライト・ウイングを務め、パックを持っただけで、観客が身を乗り出したといわれるほどの絶大な人気を博したことが伝えられている。カナダ最高勲位のオーダー・オブ・カナダを受勲している。

## 経歴

### プロ入り前
幼い時からアイスホッケーに目覚め、用具一式を着こんで睡眠し夜明けとともに鍵のかかったリンクにいそいそと出かけては抜け道から中に入り込んで練習していたといわれる。長じてからもその熱意は衰えることなく、夜8時開始の試合が待ちきれず午後4時からユニフォームを着込み、スケート靴の紐を結び、手にはスティックを持っていたとも伝えられる。
10代になってからはケベック・メジャージュニア・ホッケーリーグ (QMJHL 、Quebec Major Junior Hockey League) のケベック・ランパーツ (Quebec Remparts) を1971年のメモリアル・カップ進出に導き、その知名度が一気に上昇した。

### プロ入りとカナディアンズ時代
モントリオール・カナディアンズの敏腕GMだったサム・ポロックがラフレールにどうしてもカナディアンズのユニフォームを着せたいと考え、カリファルニア・ゴールデンシールズから第1位指名権を譲り受けるための取引を行った。
こうして1971年のNHLドラフト全体1位でカナディアンズに指名され、入団。1971年当時のカナディアンズは、NHL史上最古の歴史を持つ名門チームで、1950年代に5度、1960年代に5度のスタンレー・カップを獲得した古豪でもあった。入団直前に所属したジュニアチームで130ゴール、79アシストと驚異的な成績を残したことに加え、名選手のジャン・ベリヴォーが引退したばかりでもあり、ラフレールには過剰ともいえる期待が寄せられていた。
入団後最初の3年間の成績は、順に、64ポイント、55ポイント、56ポイントと決して凡庸ではなかったが、ルーキーから華々しい活躍をした同期のマーセル・ディオンと常に対比されマスコミはラフレールに対し、辛い点をつけたとされる。
1974-1975シーズンから飛躍。このシーズンから、怪我防止のためのヘルメットの着用を止めたのであるが、創造的で果敢な彼のプレーと長髪が風になびく姿がよくマッチしたといわれている。カナディアンズは1970年代においても、6度のカップ優勝を果しているが、ラフレール自身もそのうち5度の優勝経験をもち、チーム記録となる1,246ポイント（518ゴール、728アシスト）の記録を残し、1976年、1977年、1978年と3年連続でリーグ得点王（アート・ロス記念賞）に輝いた。また、レギュラーシーズン最優秀選手賞（ハート記念賞）を2度、選手達の選ぶ最優秀選手賞（レスター・B・ピアソン賞）3度、プレイオフ最優秀選手賞1度（コーン・スマイス賞）をそれぞれ獲得している。ラフレールは1970年代のいわゆるカナディアンズ王朝を支えた屋台骨であった。
もっとも、カナディアンズにおける最後の1984-1985シーズンでは、かつてのチームメイトで新しくコーチとなったジャック・ルメールやGMのチーム戦略と反りが合わなかったともいわれる。後の1995年にニュージャージー・デビルスをスタンレーカップ優勝に導いたルメールは、ディフェンス重視のゲーム観を持っていたといわれ、ある意味で才能任せ、自由奔放なプレーが身上のラフレールとは相容れない点があり、出場機会も大幅に減少した。その一方で、トレードを申し入れても、フロントは実績と人気を誇るラフレールを放出する決断ができなかったとされる。こうして、ラフレールは不本意ながら引退し、1988年にホッケーの殿堂入りを果す。

### カナディアンズ退団後
しかし、その後、1988年のトライアウトで現役復帰を果し、1988-1989シーズンはニューヨーク・レンジャースに、1989-1990、1990-1991シーズンはケベック・ノルディクスでプレーした。なお、ホッケーの殿堂入りを果してから現役に復帰したプレーヤーとしては、ラフレールの他にゴーディ・ハウとマリオ・ルミューがいるのみである（2005年現在）。
NHL 史上初となる6年連続シーズン50ゴール以上かつ100ポイント以上の成績を残した。ラフレールの選手としての評価であるが、見方によっては、1980年代から1990年代に登場したスーパースターであるウェイン・グレツキーの先駆者であったと位置づけができる。特に、プレースタイルがスリリングであり多くのファンを興奮させ、愛称のとおり花のある選手であったとされる。
カナディアンズのチーム史上では、ポイント数とアシスト数で最高記録を保持し、ゴール数では伝説のモーリス・リシャールに次ぐ第2位の記録を持つ（2005年現在）。ラフレールの背番号10は、カナディアンズ6人目の永久欠番とされている。

## 代表歴
1976年と1981年のカナダ・カップにおいて、カナダ代表に参加し、1976年の大会ではチームの優勝に貢献した。この功により、1977年にカナダで最高に顕著な活躍をした運動選手に贈られるルー・マーシュ賞を受賞している。

## 人物
1978年のスタンレー・カップ優勝後、ラフレールは故郷サーソーの友人にカップを見せるため無断でそれを借用し、週末に家の前の芝生の上に置いておいたと伝えられる。
また、現役時代でも、一日に2箱のタバコを欠かさないヘビー・スモーカーであった。

## 詳細情報
死にました　:(　　　GUY！　GUY！　GUY！

### 通算成績
| 1966-1967 | ケベック・ジュニアエースズ     | QJHL    | 8    | 1   | 1   | 2    | 0   |     |    |    |     |    |
| 1967-1968 | ケベック・ジュニアエースズ     | QJHL    | 43   | 30  | 19  | 49   | 0   |     |    |    |     |    |
| 1968-1969 | ケベック・ジュニアエースズ     | QLHL    | 49   | 50  | 60  | 110  | 83  |     |    |    |     |    |
| 1969-1970 | ケベック・レンパーツ           | QMJHL   | 56   | 103 | 67  | 170  | 105 |     |    |    |     |    |
| 1970-1971 | ケベック・レンパーツ           | QMJHL   | 62   | 130 | 79  | 209  | 135 | 14  | 22 | 21 | 43  | 49 |
| 1971-1972 | モントリオール・カナディアンズ | NHL     | 73   | 29  | 35  | 64   | 48  | 6   | 1  | 4  | 5   | 2  |
| 1972-1973 | モントリオール・カナディアンズ | NHL     | 70   | 28  | 27  | 55   | 51  | 17  | 3  | 5  | 8   | 9  |
| 1973-1974 | モントリオール・カナディアンズ | NHL     | 73   | 21  | 35  | 56   | 29  | 6   | 0  | 1  | 1   | 4  |
| 1974-1975 | モントリオール・カナディアンズ | NHL     | 70   | 53  | 66  | 119  | 37  | 11  | 12 | 7  | 19  | 15 |
| 1975-1976 | モントリオール・カナディアンズ | NHL     | 80   | 56  | 69  | 125  | 36  | 13  | 7  | 10 | 17  | 2  |
| 1976-1977 | モントリオール・カナディアンズ | NHL     | 80   | 56  | 80  | 136  | 20  | 14  | 9  | 17 | 26  | 6  |
| 1977-1978 | モントリオール・カナディアンズ | NHL     | 78   | 60  | 72  | 132  | 26  | 15  | 10 | 11 | 21  | 16 |
| 1978-1979 | モントリオール・カナディアンズ | NHL     | 80   | 52  | 77  | 129  | 28  | 16  | 10 | 13 | 23  | 0  |
| 1979-1980 | モントリオール・カナディアンズ | NHL     | 74   | 50  | 75  | 125  | 12  | 3   | 3  | 1  | 4   | 0  |
| 1980-1981 | モントリオール・カナディアンズ | NHL     | 51   | 27  | 43  | 70   | 29  | 3   | 0  | 1  | 1   | 2  |
| 1981-1982 | モントリオール・カナディアンズ | NHL     | 66   | 27  | 57  | 84   | 24  | 5   | 2  | 1  | 3   | 4  |
| 1982-1983 | モントリオール・カナディアンズ | NHL     | 68   | 27  | 49  | 76   | 12  | 3   | 0  | 2  | 2   | 2  |
| 1983-1984 | モントリオール・カナディアンズ | NHL     | 80   | 30  | 40  | 70   | 19  | 12  | 0  | 3  | 3   | 5  |
| 1984-1985 | モントリオール・カナディアンズ | NHL     | 19   | 2   | 3   | 5    | 10  | -   | -  | -  | -   | -  |
| 1988-1989 | ニューヨーク・レンジャース     | NHL     | 67   | 18  | 27  | 45   | 12  | 4   | 1  | 0  | 1   | 0  |
| 1989-1990 | ケベック・ノルディクス         | NHL     | 39   | 12  | 22  | 34   | 4   | -   | -  | -  | -   | -  |
| 1990-1991 | ケベック・ノルディクス         | NHL     | 59   | 12  | 16  | 28   | 2   | -   | -  | -  | -   | -  |
| NHL合計   | NHL合計                        | NHL合計 | 1127 | 560 | 793 | 1353 | 399 | 128 | 58 | 76 | 134 | 67 |

### 表彰
- オールスター第1チーム選抜（1975年、1976年、1977年、1978年、1979年、1980年）
- アート・ロス記念賞（1976年、1977年、1978年）
- レスター・B・ピアソン賞（1976年、1977年、1978年）
- ハート記念賞（1977年、1978年）
- コーン・スマイス賞（1977年）
- ルー・マーシュ賞（1977年）
- プラス/マイナス 首位（1978年）
- オーダー・オブ・カナダ受勲（1980年）
- ホッケーの殿堂入り（1988年）
- カナダ・スポーツの殿堂 (Canadian Sports Hall of Fame) 入り（1996年）
- ナショナル・オーダー・オブ・ケベック受勲（2005年）

### 記録
- オールスターゲーム選出：6回（1975年、1976年、1977年、1978年、1980年、1991年）

### 代表歴
- 1976 カナダ・カップ カナダ代表
- 1981 カナダ・カップ カナダ代表